# 삿포로 대학
삿포로 대학(일본어: 札幌大学)은 홋카이도 삿포로시 도요히라구에 위치한 일본의 사립 대학이다.

## 연혁
- 1967년 
  - 2월 23일 - 학교법인 삿포로대학 설립

4월 - 삿포로대학 개학, 경제학부 경제학과, 외국어학부 영어학과, 외국어학부 로시아어학과 개설
- 1968년 
  - 4월 - 경영학부 경영학과 개설. 삿포로 대학 여자 단기 대학부 개학, 영문과, 국문과 개설
- 1979년  - 경영학부 부속산업경영연구소 개설
- 1982년
  - 4월 - 여자 단기대학부에 문화학과, 경영학과(경영관리전공·비서전공) 개설. 영문과를 영문학과로, 국문과를 국문학과로 명칭 변경